# Таффса тема
Тема Таффса — тема в скахографічній (зображувальній) шаховій композиції. Суть теми — на шахівниці в початковій позиції задачі за допомогою фігур зображується певне число, яке відповідає кількості ходів завдання даної задачі.

## Історія
Ідею запропонував американський шаховий композитор Ентоні Таффс (16.01.1916 — 04.02.2005).
В початковій позиції на шахівниці розставлені фігури так, що вони зображують певну цифру, або число, що відповідає кількості ходів завдання цієї задачі. наприклад, якщо на шахівниці зображено цифру «5», то і задача має розв'язок у 5 ходів. За життя Ентоні Таффс в гонитві за рекордами, втілюючи цю ідею, досяг зображення в задачі числа «33».
Ідея дістала назву — тема Таффса. В шаховій композиції скахографічного жанру існують — близнюки Таффса.
|   | a | b | c | d | e | f | g | h |   |
| 8 | e7 білий король · f7 білий пішак · g7 чорний король · g6 чорний слон · f5 чорна тура · e4 білий ферзь · d3 чорний пішак | e7 білий король · f7 білий пішак · g7 чорний король · g6 чорний слон · f5 чорна тура · e4 білий ферзь · d3 чорний пішак | e7 білий король · f7 білий пішак · g7 чорний король · g6 чорний слон · f5 чорна тура · e4 білий ферзь · d3 чорний пішак | e7 білий король · f7 білий пішак · g7 чорний король · g6 чорний слон · f5 чорна тура · e4 білий ферзь · d3 чорний пішак | e7 білий король · f7 білий пішак · g7 чорний король · g6 чорний слон · f5 чорна тура · e4 білий ферзь · d3 чорний пішак | e7 білий король · f7 білий пішак · g7 чорний король · g6 чорний слон · f5 чорна тура · e4 білий ферзь · d3 чорний пішак | e7 білий король · f7 білий пішак · g7 чорний король · g6 чорний слон · f5 чорна тура · e4 білий ферзь · d3 чорний пішак | e7 білий король · f7 білий пішак · g7 чорний король · g6 чорний слон · f5 чорна тура · e4 білий ферзь · d3 чорний пішак | 8 |
| 7 | e7 білий король · f7 білий пішак · g7 чорний король · g6 чорний слон · f5 чорна тура · e4 білий ферзь · d3 чорний пішак | e7 білий король · f7 білий пішак · g7 чорний король · g6 чорний слон · f5 чорна тура · e4 білий ферзь · d3 чорний пішак | e7 білий король · f7 білий пішак · g7 чорний король · g6 чорний слон · f5 чорна тура · e4 білий ферзь · d3 чорний пішак | e7 білий король · f7 білий пішак · g7 чорний король · g6 чорний слон · f5 чорна тура · e4 білий ферзь · d3 чорний пішак | e7 білий король · f7 білий пішак · g7 чорний король · g6 чорний слон · f5 чорна тура · e4 білий ферзь · d3 чорний пішак | e7 білий король · f7 білий пішак · g7 чорний король · g6 чорний слон · f5 чорна тура · e4 білий ферзь · d3 чорний пішак | e7 білий король · f7 білий пішак · g7 чорний король · g6 чорний слон · f5 чорна тура · e4 білий ферзь · d3 чорний пішак | e7 білий король · f7 білий пішак · g7 чорний король · g6 чорний слон · f5 чорна тура · e4 білий ферзь · d3 чорний пішак | 7 |
| 6 | e7 білий король · f7 білий пішак · g7 чорний король · g6 чорний слон · f5 чорна тура · e4 білий ферзь · d3 чорний пішак | e7 білий король · f7 білий пішак · g7 чорний король · g6 чорний слон · f5 чорна тура · e4 білий ферзь · d3 чорний пішак | e7 білий король · f7 білий пішак · g7 чорний король · g6 чорний слон · f5 чорна тура · e4 білий ферзь · d3 чорний пішак | e7 білий король · f7 білий пішак · g7 чорний король · g6 чорний слон · f5 чорна тура · e4 білий ферзь · d3 чорний пішак | e7 білий король · f7 білий пішак · g7 чорний король · g6 чорний слон · f5 чорна тура · e4 білий ферзь · d3 чорний пішак | e7 білий король · f7 білий пішак · g7 чорний король · g6 чорний слон · f5 чорна тура · e4 білий ферзь · d3 чорний пішак | e7 білий король · f7 білий пішак · g7 чорний король · g6 чорний слон · f5 чорна тура · e4 білий ферзь · d3 чорний пішак | e7 білий король · f7 білий пішак · g7 чорний король · g6 чорний слон · f5 чорна тура · e4 білий ферзь · d3 чорний пішак | 6 |
| 5 | e7 білий король · f7 білий пішак · g7 чорний король · g6 чорний слон · f5 чорна тура · e4 білий ферзь · d3 чорний пішак | e7 білий король · f7 білий пішак · g7 чорний король · g6 чорний слон · f5 чорна тура · e4 білий ферзь · d3 чорний пішак | e7 білий король · f7 білий пішак · g7 чорний король · g6 чорний слон · f5 чорна тура · e4 білий ферзь · d3 чорний пішак | e7 білий король · f7 білий пішак · g7 чорний король · g6 чорний слон · f5 чорна тура · e4 білий ферзь · d3 чорний пішак | e7 білий король · f7 білий пішак · g7 чорний король · g6 чорний слон · f5 чорна тура · e4 білий ферзь · d3 чорний пішак | e7 білий король · f7 білий пішак · g7 чорний король · g6 чорний слон · f5 чорна тура · e4 білий ферзь · d3 чорний пішак | e7 білий король · f7 білий пішак · g7 чорний король · g6 чорний слон · f5 чорна тура · e4 білий ферзь · d3 чорний пішак | e7 білий король · f7 білий пішак · g7 чорний король · g6 чорний слон · f5 чорна тура · e4 білий ферзь · d3 чорний пішак | 5 |
| 4 | e7 білий король · f7 білий пішак · g7 чорний король · g6 чорний слон · f5 чорна тура · e4 білий ферзь · d3 чорний пішак | e7 білий король · f7 білий пішак · g7 чорний король · g6 чорний слон · f5 чорна тура · e4 білий ферзь · d3 чорний пішак | e7 білий король · f7 білий пішак · g7 чорний король · g6 чорний слон · f5 чорна тура · e4 білий ферзь · d3 чорний пішак | e7 білий король · f7 білий пішак · g7 чорний король · g6 чорний слон · f5 чорна тура · e4 білий ферзь · d3 чорний пішак | e7 білий король · f7 білий пішак · g7 чорний король · g6 чорний слон · f5 чорна тура · e4 білий ферзь · d3 чорний пішак | e7 білий король · f7 білий пішак · g7 чорний король · g6 чорний слон · f5 чорна тура · e4 білий ферзь · d3 чорний пішак | e7 білий король · f7 білий пішак · g7 чорний король · g6 чорний слон · f5 чорна тура · e4 білий ферзь · d3 чорний пішак | e7 білий король · f7 білий пішак · g7 чорний король · g6 чорний слон · f5 чорна тура · e4 білий ферзь · d3 чорний пішак | 4 |
| 3 | e7 білий король · f7 білий пішак · g7 чорний король · g6 чорний слон · f5 чорна тура · e4 білий ферзь · d3 чорний пішак | e7 білий король · f7 білий пішак · g7 чорний король · g6 чорний слон · f5 чорна тура · e4 білий ферзь · d3 чорний пішак | e7 білий король · f7 білий пішак · g7 чорний король · g6 чорний слон · f5 чорна тура · e4 білий ферзь · d3 чорний пішак | e7 білий король · f7 білий пішак · g7 чорний король · g6 чорний слон · f5 чорна тура · e4 білий ферзь · d3 чорний пішак | e7 білий король · f7 білий пішак · g7 чорний король · g6 чорний слон · f5 чорна тура · e4 білий ферзь · d3 чорний пішак | e7 білий король · f7 білий пішак · g7 чорний король · g6 чорний слон · f5 чорна тура · e4 білий ферзь · d3 чорний пішак | e7 білий король · f7 білий пішак · g7 чорний король · g6 чорний слон · f5 чорна тура · e4 білий ферзь · d3 чорний пішак | e7 білий король · f7 білий пішак · g7 чорний король · g6 чорний слон · f5 чорна тура · e4 білий ферзь · d3 чорний пішак | 3 |
| 2 | e7 білий король · f7 білий пішак · g7 чорний король · g6 чорний слон · f5 чорна тура · e4 білий ферзь · d3 чорний пішак | e7 білий король · f7 білий пішак · g7 чорний король · g6 чорний слон · f5 чорна тура · e4 білий ферзь · d3 чорний пішак | e7 білий король · f7 білий пішак · g7 чорний король · g6 чорний слон · f5 чорна тура · e4 білий ферзь · d3 чорний пішак | e7 білий король · f7 білий пішак · g7 чорний король · g6 чорний слон · f5 чорна тура · e4 білий ферзь · d3 чорний пішак | e7 білий король · f7 білий пішак · g7 чорний король · g6 чорний слон · f5 чорна тура · e4 білий ферзь · d3 чорний пішак | e7 білий король · f7 білий пішак · g7 чорний король · g6 чорний слон · f5 чорна тура · e4 білий ферзь · d3 чорний пішак | e7 білий король · f7 білий пішак · g7 чорний король · g6 чорний слон · f5 чорна тура · e4 білий ферзь · d3 чорний пішак | e7 білий король · f7 білий пішак · g7 чорний король · g6 чорний слон · f5 чорна тура · e4 білий ферзь · d3 чорний пішак | 2 |
| 1 | e7 білий король · f7 білий пішак · g7 чорний король · g6 чорний слон · f5 чорна тура · e4 білий ферзь · d3 чорний пішак | e7 білий король · f7 білий пішак · g7 чорний король · g6 чорний слон · f5 чорна тура · e4 білий ферзь · d3 чорний пішак | e7 білий король · f7 білий пішак · g7 чорний король · g6 чорний слон · f5 чорна тура · e4 білий ферзь · d3 чорний пішак | e7 білий король · f7 білий пішак · g7 чорний король · g6 чорний слон · f5 чорна тура · e4 білий ферзь · d3 чорний пішак | e7 білий король · f7 білий пішак · g7 чорний король · g6 чорний слон · f5 чорна тура · e4 білий ферзь · d3 чорний пішак | e7 білий король · f7 білий пішак · g7 чорний король · g6 чорний слон · f5 чорна тура · e4 білий ферзь · d3 чорний пішак | e7 білий король · f7 білий пішак · g7 чорний король · g6 чорний слон · f5 чорна тура · e4 білий ферзь · d3 чорний пішак | e7 білий король · f7 білий пішак · g7 чорний король · g6 чорний слон · f5 чорна тура · e4 білий ферзь · d3 чорний пішак | 1 |
|   | a | b | c | d | e | f | g | h |   |

Білі оголошують мат шляхом:
1. D:f5 L:f5 2. f8D+ Kg6 3. Dg8+ Kh5 4. Dg3 Lg4
5. Kf6 d2    6. Dh2+ Lh3 7. D:h3#
Чорні оголошують мат шляхом:
1. T:f7+ Ke6 2. L:e4 Ke5 3. d2    K:e4 4. d1D   Ke3
5. Kg6  Ke4 6. Dd2 Ke5 7. Te7#
В початковій позиції на шахівниці розміщення фігур зображує цифру «7», що відповідає кількості ходів завдання задачі. Тема Таффса виражена у формі близнюків — дуплекс.
|   | a | b | c | d | e | f | g | h |   |
| 8 | e8 білий слон · f8 білий король · g8 біла тура · d7 чорний пішак · h7 чорний пішак · h6 чорний король · g5 білий кінь · e4 білий пішак · f4 чорний пішак · d3 чорний пішак · d2 білий слон · e2 чорний слон · f2 чорна тура · g2 білий пішак · h2 білий кінь | e8 білий слон · f8 білий король · g8 біла тура · d7 чорний пішак · h7 чорний пішак · h6 чорний король · g5 білий кінь · e4 білий пішак · f4 чорний пішак · d3 чорний пішак · d2 білий слон · e2 чорний слон · f2 чорна тура · g2 білий пішак · h2 білий кінь | e8 білий слон · f8 білий король · g8 біла тура · d7 чорний пішак · h7 чорний пішак · h6 чорний король · g5 білий кінь · e4 білий пішак · f4 чорний пішак · d3 чорний пішак · d2 білий слон · e2 чорний слон · f2 чорна тура · g2 білий пішак · h2 білий кінь | e8 білий слон · f8 білий король · g8 біла тура · d7 чорний пішак · h7 чорний пішак · h6 чорний король · g5 білий кінь · e4 білий пішак · f4 чорний пішак · d3 чорний пішак · d2 білий слон · e2 чорний слон · f2 чорна тура · g2 білий пішак · h2 білий кінь | e8 білий слон · f8 білий король · g8 біла тура · d7 чорний пішак · h7 чорний пішак · h6 чорний король · g5 білий кінь · e4 білий пішак · f4 чорний пішак · d3 чорний пішак · d2 білий слон · e2 чорний слон · f2 чорна тура · g2 білий пішак · h2 білий кінь | e8 білий слон · f8 білий король · g8 біла тура · d7 чорний пішак · h7 чорний пішак · h6 чорний король · g5 білий кінь · e4 білий пішак · f4 чорний пішак · d3 чорний пішак · d2 білий слон · e2 чорний слон · f2 чорна тура · g2 білий пішак · h2 білий кінь | e8 білий слон · f8 білий король · g8 біла тура · d7 чорний пішак · h7 чорний пішак · h6 чорний король · g5 білий кінь · e4 білий пішак · f4 чорний пішак · d3 чорний пішак · d2 білий слон · e2 чорний слон · f2 чорна тура · g2 білий пішак · h2 білий кінь | e8 білий слон · f8 білий король · g8 біла тура · d7 чорний пішак · h7 чорний пішак · h6 чорний король · g5 білий кінь · e4 білий пішак · f4 чорний пішак · d3 чорний пішак · d2 білий слон · e2 чорний слон · f2 чорна тура · g2 білий пішак · h2 білий кінь | 8 |
| 7 | e8 білий слон · f8 білий король · g8 біла тура · d7 чорний пішак · h7 чорний пішак · h6 чорний король · g5 білий кінь · e4 білий пішак · f4 чорний пішак · d3 чорний пішак · d2 білий слон · e2 чорний слон · f2 чорна тура · g2 білий пішак · h2 білий кінь | e8 білий слон · f8 білий король · g8 біла тура · d7 чорний пішак · h7 чорний пішак · h6 чорний король · g5 білий кінь · e4 білий пішак · f4 чорний пішак · d3 чорний пішак · d2 білий слон · e2 чорний слон · f2 чорна тура · g2 білий пішак · h2 білий кінь | e8 білий слон · f8 білий король · g8 біла тура · d7 чорний пішак · h7 чорний пішак · h6 чорний король · g5 білий кінь · e4 білий пішак · f4 чорний пішак · d3 чорний пішак · d2 білий слон · e2 чорний слон · f2 чорна тура · g2 білий пішак · h2 білий кінь | e8 білий слон · f8 білий король · g8 біла тура · d7 чорний пішак · h7 чорний пішак · h6 чорний король · g5 білий кінь · e4 білий пішак · f4 чорний пішак · d3 чорний пішак · d2 білий слон · e2 чорний слон · f2 чорна тура · g2 білий пішак · h2 білий кінь | e8 білий слон · f8 білий король · g8 біла тура · d7 чорний пішак · h7 чорний пішак · h6 чорний король · g5 білий кінь · e4 білий пішак · f4 чорний пішак · d3 чорний пішак · d2 білий слон · e2 чорний слон · f2 чорна тура · g2 білий пішак · h2 білий кінь | e8 білий слон · f8 білий король · g8 біла тура · d7 чорний пішак · h7 чорний пішак · h6 чорний король · g5 білий кінь · e4 білий пішак · f4 чорний пішак · d3 чорний пішак · d2 білий слон · e2 чорний слон · f2 чорна тура · g2 білий пішак · h2 білий кінь | e8 білий слон · f8 білий король · g8 біла тура · d7 чорний пішак · h7 чорний пішак · h6 чорний король · g5 білий кінь · e4 білий пішак · f4 чорний пішак · d3 чорний пішак · d2 білий слон · e2 чорний слон · f2 чорна тура · g2 білий пішак · h2 білий кінь | e8 білий слон · f8 білий король · g8 біла тура · d7 чорний пішак · h7 чорний пішак · h6 чорний король · g5 білий кінь · e4 білий пішак · f4 чорний пішак · d3 чорний пішак · d2 білий слон · e2 чорний слон · f2 чорна тура · g2 білий пішак · h2 білий кінь | 7 |
| 6 | e8 білий слон · f8 білий король · g8 біла тура · d7 чорний пішак · h7 чорний пішак · h6 чорний король · g5 білий кінь · e4 білий пішак · f4 чорний пішак · d3 чорний пішак · d2 білий слон · e2 чорний слон · f2 чорна тура · g2 білий пішак · h2 білий кінь | e8 білий слон · f8 білий король · g8 біла тура · d7 чорний пішак · h7 чорний пішак · h6 чорний король · g5 білий кінь · e4 білий пішак · f4 чорний пішак · d3 чорний пішак · d2 білий слон · e2 чорний слон · f2 чорна тура · g2 білий пішак · h2 білий кінь | e8 білий слон · f8 білий король · g8 біла тура · d7 чорний пішак · h7 чорний пішак · h6 чорний король · g5 білий кінь · e4 білий пішак · f4 чорний пішак · d3 чорний пішак · d2 білий слон · e2 чорний слон · f2 чорна тура · g2 білий пішак · h2 білий кінь | e8 білий слон · f8 білий король · g8 біла тура · d7 чорний пішак · h7 чорний пішак · h6 чорний король · g5 білий кінь · e4 білий пішак · f4 чорний пішак · d3 чорний пішак · d2 білий слон · e2 чорний слон · f2 чорна тура · g2 білий пішак · h2 білий кінь | e8 білий слон · f8 білий король · g8 біла тура · d7 чорний пішак · h7 чорний пішак · h6 чорний король · g5 білий кінь · e4 білий пішак · f4 чорний пішак · d3 чорний пішак · d2 білий слон · e2 чорний слон · f2 чорна тура · g2 білий пішак · h2 білий кінь | e8 білий слон · f8 білий король · g8 біла тура · d7 чорний пішак · h7 чорний пішак · h6 чорний король · g5 білий кінь · e4 білий пішак · f4 чорний пішак · d3 чорний пішак · d2 білий слон · e2 чорний слон · f2 чорна тура · g2 білий пішак · h2 білий кінь | e8 білий слон · f8 білий король · g8 біла тура · d7 чорний пішак · h7 чорний пішак · h6 чорний король · g5 білий кінь · e4 білий пішак · f4 чорний пішак · d3 чорний пішак · d2 білий слон · e2 чорний слон · f2 чорна тура · g2 білий пішак · h2 білий кінь | e8 білий слон · f8 білий король · g8 біла тура · d7 чорний пішак · h7 чорний пішак · h6 чорний король · g5 білий кінь · e4 білий пішак · f4 чорний пішак · d3 чорний пішак · d2 білий слон · e2 чорний слон · f2 чорна тура · g2 білий пішак · h2 білий кінь | 6 |
| 5 | e8 білий слон · f8 білий король · g8 біла тура · d7 чорний пішак · h7 чорний пішак · h6 чорний король · g5 білий кінь · e4 білий пішак · f4 чорний пішак · d3 чорний пішак · d2 білий слон · e2 чорний слон · f2 чорна тура · g2 білий пішак · h2 білий кінь | e8 білий слон · f8 білий король · g8 біла тура · d7 чорний пішак · h7 чорний пішак · h6 чорний король · g5 білий кінь · e4 білий пішак · f4 чорний пішак · d3 чорний пішак · d2 білий слон · e2 чорний слон · f2 чорна тура · g2 білий пішак · h2 білий кінь | e8 білий слон · f8 білий король · g8 біла тура · d7 чорний пішак · h7 чорний пішак · h6 чорний король · g5 білий кінь · e4 білий пішак · f4 чорний пішак · d3 чорний пішак · d2 білий слон · e2 чорний слон · f2 чорна тура · g2 білий пішак · h2 білий кінь | e8 білий слон · f8 білий король · g8 біла тура · d7 чорний пішак · h7 чорний пішак · h6 чорний король · g5 білий кінь · e4 білий пішак · f4 чорний пішак · d3 чорний пішак · d2 білий слон · e2 чорний слон · f2 чорна тура · g2 білий пішак · h2 білий кінь | e8 білий слон · f8 білий король · g8 біла тура · d7 чорний пішак · h7 чорний пішак · h6 чорний король · g5 білий кінь · e4 білий пішак · f4 чорний пішак · d3 чорний пішак · d2 білий слон · e2 чорний слон · f2 чорна тура · g2 білий пішак · h2 білий кінь | e8 білий слон · f8 білий король · g8 біла тура · d7 чорний пішак · h7 чорний пішак · h6 чорний король · g5 білий кінь · e4 білий пішак · f4 чорний пішак · d3 чорний пішак · d2 білий слон · e2 чорний слон · f2 чорна тура · g2 білий пішак · h2 білий кінь | e8 білий слон · f8 білий король · g8 біла тура · d7 чорний пішак · h7 чорний пішак · h6 чорний король · g5 білий кінь · e4 білий пішак · f4 чорний пішак · d3 чорний пішак · d2 білий слон · e2 чорний слон · f2 чорна тура · g2 білий пішак · h2 білий кінь | e8 білий слон · f8 білий король · g8 біла тура · d7 чорний пішак · h7 чорний пішак · h6 чорний король · g5 білий кінь · e4 білий пішак · f4 чорний пішак · d3 чорний пішак · d2 білий слон · e2 чорний слон · f2 чорна тура · g2 білий пішак · h2 білий кінь | 5 |
| 4 | e8 білий слон · f8 білий король · g8 біла тура · d7 чорний пішак · h7 чорний пішак · h6 чорний король · g5 білий кінь · e4 білий пішак · f4 чорний пішак · d3 чорний пішак · d2 білий слон · e2 чорний слон · f2 чорна тура · g2 білий пішак · h2 білий кінь | e8 білий слон · f8 білий король · g8 біла тура · d7 чорний пішак · h7 чорний пішак · h6 чорний король · g5 білий кінь · e4 білий пішак · f4 чорний пішак · d3 чорний пішак · d2 білий слон · e2 чорний слон · f2 чорна тура · g2 білий пішак · h2 білий кінь | e8 білий слон · f8 білий король · g8 біла тура · d7 чорний пішак · h7 чорний пішак · h6 чорний король · g5 білий кінь · e4 білий пішак · f4 чорний пішак · d3 чорний пішак · d2 білий слон · e2 чорний слон · f2 чорна тура · g2 білий пішак · h2 білий кінь | e8 білий слон · f8 білий король · g8 біла тура · d7 чорний пішак · h7 чорний пішак · h6 чорний король · g5 білий кінь · e4 білий пішак · f4 чорний пішак · d3 чорний пішак · d2 білий слон · e2 чорний слон · f2 чорна тура · g2 білий пішак · h2 білий кінь | e8 білий слон · f8 білий король · g8 біла тура · d7 чорний пішак · h7 чорний пішак · h6 чорний король · g5 білий кінь · e4 білий пішак · f4 чорний пішак · d3 чорний пішак · d2 білий слон · e2 чорний слон · f2 чорна тура · g2 білий пішак · h2 білий кінь | e8 білий слон · f8 білий король · g8 біла тура · d7 чорний пішак · h7 чорний пішак · h6 чорний король · g5 білий кінь · e4 білий пішак · f4 чорний пішак · d3 чорний пішак · d2 білий слон · e2 чорний слон · f2 чорна тура · g2 білий пішак · h2 білий кінь | e8 білий слон · f8 білий король · g8 біла тура · d7 чорний пішак · h7 чорний пішак · h6 чорний король · g5 білий кінь · e4 білий пішак · f4 чорний пішак · d3 чорний пішак · d2 білий слон · e2 чорний слон · f2 чорна тура · g2 білий пішак · h2 білий кінь | e8 білий слон · f8 білий король · g8 біла тура · d7 чорний пішак · h7 чорний пішак · h6 чорний король · g5 білий кінь · e4 білий пішак · f4 чорний пішак · d3 чорний пішак · d2 білий слон · e2 чорний слон · f2 чорна тура · g2 білий пішак · h2 білий кінь | 4 |
| 3 | e8 білий слон · f8 білий король · g8 біла тура · d7 чорний пішак · h7 чорний пішак · h6 чорний король · g5 білий кінь · e4 білий пішак · f4 чорний пішак · d3 чорний пішак · d2 білий слон · e2 чорний слон · f2 чорна тура · g2 білий пішак · h2 білий кінь | e8 білий слон · f8 білий король · g8 біла тура · d7 чорний пішак · h7 чорний пішак · h6 чорний король · g5 білий кінь · e4 білий пішак · f4 чорний пішак · d3 чорний пішак · d2 білий слон · e2 чорний слон · f2 чорна тура · g2 білий пішак · h2 білий кінь | e8 білий слон · f8 білий король · g8 біла тура · d7 чорний пішак · h7 чорний пішак · h6 чорний король · g5 білий кінь · e4 білий пішак · f4 чорний пішак · d3 чорний пішак · d2 білий слон · e2 чорний слон · f2 чорна тура · g2 білий пішак · h2 білий кінь | e8 білий слон · f8 білий король · g8 біла тура · d7 чорний пішак · h7 чорний пішак · h6 чорний король · g5 білий кінь · e4 білий пішак · f4 чорний пішак · d3 чорний пішак · d2 білий слон · e2 чорний слон · f2 чорна тура · g2 білий пішак · h2 білий кінь | e8 білий слон · f8 білий король · g8 біла тура · d7 чорний пішак · h7 чорний пішак · h6 чорний король · g5 білий кінь · e4 білий пішак · f4 чорний пішак · d3 чорний пішак · d2 білий слон · e2 чорний слон · f2 чорна тура · g2 білий пішак · h2 білий кінь | e8 білий слон · f8 білий король · g8 біла тура · d7 чорний пішак · h7 чорний пішак · h6 чорний король · g5 білий кінь · e4 білий пішак · f4 чорний пішак · d3 чорний пішак · d2 білий слон · e2 чорний слон · f2 чорна тура · g2 білий пішак · h2 білий кінь | e8 білий слон · f8 білий король · g8 біла тура · d7 чорний пішак · h7 чорний пішак · h6 чорний король · g5 білий кінь · e4 білий пішак · f4 чорний пішак · d3 чорний пішак · d2 білий слон · e2 чорний слон · f2 чорна тура · g2 білий пішак · h2 білий кінь | e8 білий слон · f8 білий король · g8 біла тура · d7 чорний пішак · h7 чорний пішак · h6 чорний король · g5 білий кінь · e4 білий пішак · f4 чорний пішак · d3 чорний пішак · d2 білий слон · e2 чорний слон · f2 чорна тура · g2 білий пішак · h2 білий кінь | 3 |
| 2 | e8 білий слон · f8 білий король · g8 біла тура · d7 чорний пішак · h7 чорний пішак · h6 чорний король · g5 білий кінь · e4 білий пішак · f4 чорний пішак · d3 чорний пішак · d2 білий слон · e2 чорний слон · f2 чорна тура · g2 білий пішак · h2 білий кінь | e8 білий слон · f8 білий король · g8 біла тура · d7 чорний пішак · h7 чорний пішак · h6 чорний король · g5 білий кінь · e4 білий пішак · f4 чорний пішак · d3 чорний пішак · d2 білий слон · e2 чорний слон · f2 чорна тура · g2 білий пішак · h2 білий кінь | e8 білий слон · f8 білий король · g8 біла тура · d7 чорний пішак · h7 чорний пішак · h6 чорний король · g5 білий кінь · e4 білий пішак · f4 чорний пішак · d3 чорний пішак · d2 білий слон · e2 чорний слон · f2 чорна тура · g2 білий пішак · h2 білий кінь | e8 білий слон · f8 білий король · g8 біла тура · d7 чорний пішак · h7 чорний пішак · h6 чорний король · g5 білий кінь · e4 білий пішак · f4 чорний пішак · d3 чорний пішак · d2 білий слон · e2 чорний слон · f2 чорна тура · g2 білий пішак · h2 білий кінь | e8 білий слон · f8 білий король · g8 біла тура · d7 чорний пішак · h7 чорний пішак · h6 чорний король · g5 білий кінь · e4 білий пішак · f4 чорний пішак · d3 чорний пішак · d2 білий слон · e2 чорний слон · f2 чорна тура · g2 білий пішак · h2 білий кінь | e8 білий слон · f8 білий король · g8 біла тура · d7 чорний пішак · h7 чорний пішак · h6 чорний король · g5 білий кінь · e4 білий пішак · f4 чорний пішак · d3 чорний пішак · d2 білий слон · e2 чорний слон · f2 чорна тура · g2 білий пішак · h2 білий кінь | e8 білий слон · f8 білий король · g8 біла тура · d7 чорний пішак · h7 чорний пішак · h6 чорний король · g5 білий кінь · e4 білий пішак · f4 чорний пішак · d3 чорний пішак · d2 білий слон · e2 чорний слон · f2 чорна тура · g2 білий пішак · h2 білий кінь | e8 білий слон · f8 білий король · g8 біла тура · d7 чорний пішак · h7 чорний пішак · h6 чорний король · g5 білий кінь · e4 білий пішак · f4 чорний пішак · d3 чорний пішак · d2 білий слон · e2 чорний слон · f2 чорна тура · g2 білий пішак · h2 білий кінь | 2 |
| 1 | e8 білий слон · f8 білий король · g8 біла тура · d7 чорний пішак · h7 чорний пішак · h6 чорний король · g5 білий кінь · e4 білий пішак · f4 чорний пішак · d3 чорний пішак · d2 білий слон · e2 чорний слон · f2 чорна тура · g2 білий пішак · h2 білий кінь | e8 білий слон · f8 білий король · g8 біла тура · d7 чорний пішак · h7 чорний пішак · h6 чорний король · g5 білий кінь · e4 білий пішак · f4 чорний пішак · d3 чорний пішак · d2 білий слон · e2 чорний слон · f2 чорна тура · g2 білий пішак · h2 білий кінь | e8 білий слон · f8 білий король · g8 біла тура · d7 чорний пішак · h7 чорний пішак · h6 чорний король · g5 білий кінь · e4 білий пішак · f4 чорний пішак · d3 чорний пішак · d2 білий слон · e2 чорний слон · f2 чорна тура · g2 білий пішак · h2 білий кінь | e8 білий слон · f8 білий король · g8 біла тура · d7 чорний пішак · h7 чорний пішак · h6 чорний король · g5 білий кінь · e4 білий пішак · f4 чорний пішак · d3 чорний пішак · d2 білий слон · e2 чорний слон · f2 чорна тура · g2 білий пішак · h2 білий кінь | e8 білий слон · f8 білий король · g8 біла тура · d7 чорний пішак · h7 чорний пішак · h6 чорний король · g5 білий кінь · e4 білий пішак · f4 чорний пішак · d3 чорний пішак · d2 білий слон · e2 чорний слон · f2 чорна тура · g2 білий пішак · h2 білий кінь | e8 білий слон · f8 білий король · g8 біла тура · d7 чорний пішак · h7 чорний пішак · h6 чорний король · g5 білий кінь · e4 білий пішак · f4 чорний пішак · d3 чорний пішак · d2 білий слон · e2 чорний слон · f2 чорна тура · g2 білий пішак · h2 білий кінь | e8 білий слон · f8 білий король · g8 біла тура · d7 чорний пішак · h7 чорний пішак · h6 чорний король · g5 білий кінь · e4 білий пішак · f4 чорний пішак · d3 чорний пішак · d2 білий слон · e2 чорний слон · f2 чорна тура · g2 білий пішак · h2 білий кінь | e8 білий слон · f8 білий король · g8 біла тура · d7 чорний пішак · h7 чорний пішак · h6 чорний король · g5 білий кінь · e4 білий пішак · f4 чорний пішак · d3 чорний пішак · d2 білий слон · e2 чорний слон · f2 чорна тура · g2 білий пішак · h2 білий кінь | 1 |
|   | a | b | c | d | e | f | g | h |   |

1. Sgf3? ~ 2. L:f4#
1. ... T:f3 2. Sg4#, 1. ... T:g2!
1. g4! ~ 2. Sf7#
1. ... fg (e.p.)+ 2. Sgf3#
1. ... L:g4     2. S:g4#
В початковій позиції на шахівниці розміщення фігур зображує цифру «2», що відповідає кількості ходів завдання задачі.
|   | a | b | c | d | e | f | g | h |   |
| 8 | b7 білий ферзь · f7 біла тура · b6 білий пішак · e6 біла тура · g6 білий пішак · b5 білий слон · f5 білий пішак · g5 чорний король · b4 білий король · g4 білий пішак · b3 чорний пішак · e3 білий кінь · f3 білий пішак | b7 білий ферзь · f7 біла тура · b6 білий пішак · e6 біла тура · g6 білий пішак · b5 білий слон · f5 білий пішак · g5 чорний король · b4 білий король · g4 білий пішак · b3 чорний пішак · e3 білий кінь · f3 білий пішак | b7 білий ферзь · f7 біла тура · b6 білий пішак · e6 біла тура · g6 білий пішак · b5 білий слон · f5 білий пішак · g5 чорний король · b4 білий король · g4 білий пішак · b3 чорний пішак · e3 білий кінь · f3 білий пішак | b7 білий ферзь · f7 біла тура · b6 білий пішак · e6 біла тура · g6 білий пішак · b5 білий слон · f5 білий пішак · g5 чорний король · b4 білий король · g4 білий пішак · b3 чорний пішак · e3 білий кінь · f3 білий пішак | b7 білий ферзь · f7 біла тура · b6 білий пішак · e6 біла тура · g6 білий пішак · b5 білий слон · f5 білий пішак · g5 чорний король · b4 білий король · g4 білий пішак · b3 чорний пішак · e3 білий кінь · f3 білий пішак | b7 білий ферзь · f7 біла тура · b6 білий пішак · e6 біла тура · g6 білий пішак · b5 білий слон · f5 білий пішак · g5 чорний король · b4 білий король · g4 білий пішак · b3 чорний пішак · e3 білий кінь · f3 білий пішак | b7 білий ферзь · f7 біла тура · b6 білий пішак · e6 біла тура · g6 білий пішак · b5 білий слон · f5 білий пішак · g5 чорний король · b4 білий король · g4 білий пішак · b3 чорний пішак · e3 білий кінь · f3 білий пішак | b7 білий ферзь · f7 біла тура · b6 білий пішак · e6 біла тура · g6 білий пішак · b5 білий слон · f5 білий пішак · g5 чорний король · b4 білий король · g4 білий пішак · b3 чорний пішак · e3 білий кінь · f3 білий пішак | 8 |
| 7 | b7 білий ферзь · f7 біла тура · b6 білий пішак · e6 біла тура · g6 білий пішак · b5 білий слон · f5 білий пішак · g5 чорний король · b4 білий король · g4 білий пішак · b3 чорний пішак · e3 білий кінь · f3 білий пішак | b7 білий ферзь · f7 біла тура · b6 білий пішак · e6 біла тура · g6 білий пішак · b5 білий слон · f5 білий пішак · g5 чорний король · b4 білий король · g4 білий пішак · b3 чорний пішак · e3 білий кінь · f3 білий пішак | b7 білий ферзь · f7 біла тура · b6 білий пішак · e6 біла тура · g6 білий пішак · b5 білий слон · f5 білий пішак · g5 чорний король · b4 білий король · g4 білий пішак · b3 чорний пішак · e3 білий кінь · f3 білий пішак | b7 білий ферзь · f7 біла тура · b6 білий пішак · e6 біла тура · g6 білий пішак · b5 білий слон · f5 білий пішак · g5 чорний король · b4 білий король · g4 білий пішак · b3 чорний пішак · e3 білий кінь · f3 білий пішак | b7 білий ферзь · f7 біла тура · b6 білий пішак · e6 біла тура · g6 білий пішак · b5 білий слон · f5 білий пішак · g5 чорний король · b4 білий король · g4 білий пішак · b3 чорний пішак · e3 білий кінь · f3 білий пішак | b7 білий ферзь · f7 біла тура · b6 білий пішак · e6 біла тура · g6 білий пішак · b5 білий слон · f5 білий пішак · g5 чорний король · b4 білий король · g4 білий пішак · b3 чорний пішак · e3 білий кінь · f3 білий пішак | b7 білий ферзь · f7 біла тура · b6 білий пішак · e6 біла тура · g6 білий пішак · b5 білий слон · f5 білий пішак · g5 чорний король · b4 білий король · g4 білий пішак · b3 чорний пішак · e3 білий кінь · f3 білий пішак | b7 білий ферзь · f7 біла тура · b6 білий пішак · e6 біла тура · g6 білий пішак · b5 білий слон · f5 білий пішак · g5 чорний король · b4 білий король · g4 білий пішак · b3 чорний пішак · e3 білий кінь · f3 білий пішак | 7 |
| 6 | b7 білий ферзь · f7 біла тура · b6 білий пішак · e6 біла тура · g6 білий пішак · b5 білий слон · f5 білий пішак · g5 чорний король · b4 білий король · g4 білий пішак · b3 чорний пішак · e3 білий кінь · f3 білий пішак | b7 білий ферзь · f7 біла тура · b6 білий пішак · e6 біла тура · g6 білий пішак · b5 білий слон · f5 білий пішак · g5 чорний король · b4 білий король · g4 білий пішак · b3 чорний пішак · e3 білий кінь · f3 білий пішак | b7 білий ферзь · f7 біла тура · b6 білий пішак · e6 біла тура · g6 білий пішак · b5 білий слон · f5 білий пішак · g5 чорний король · b4 білий король · g4 білий пішак · b3 чорний пішак · e3 білий кінь · f3 білий пішак | b7 білий ферзь · f7 біла тура · b6 білий пішак · e6 біла тура · g6 білий пішак · b5 білий слон · f5 білий пішак · g5 чорний король · b4 білий король · g4 білий пішак · b3 чорний пішак · e3 білий кінь · f3 білий пішак | b7 білий ферзь · f7 біла тура · b6 білий пішак · e6 біла тура · g6 білий пішак · b5 білий слон · f5 білий пішак · g5 чорний король · b4 білий король · g4 білий пішак · b3 чорний пішак · e3 білий кінь · f3 білий пішак | b7 білий ферзь · f7 біла тура · b6 білий пішак · e6 біла тура · g6 білий пішак · b5 білий слон · f5 білий пішак · g5 чорний король · b4 білий король · g4 білий пішак · b3 чорний пішак · e3 білий кінь · f3 білий пішак | b7 білий ферзь · f7 біла тура · b6 білий пішак · e6 біла тура · g6 білий пішак · b5 білий слон · f5 білий пішак · g5 чорний король · b4 білий король · g4 білий пішак · b3 чорний пішак · e3 білий кінь · f3 білий пішак | b7 білий ферзь · f7 біла тура · b6 білий пішак · e6 біла тура · g6 білий пішак · b5 білий слон · f5 білий пішак · g5 чорний король · b4 білий король · g4 білий пішак · b3 чорний пішак · e3 білий кінь · f3 білий пішак | 6 |
| 5 | b7 білий ферзь · f7 біла тура · b6 білий пішак · e6 біла тура · g6 білий пішак · b5 білий слон · f5 білий пішак · g5 чорний король · b4 білий король · g4 білий пішак · b3 чорний пішак · e3 білий кінь · f3 білий пішак | b7 білий ферзь · f7 біла тура · b6 білий пішак · e6 біла тура · g6 білий пішак · b5 білий слон · f5 білий пішак · g5 чорний король · b4 білий король · g4 білий пішак · b3 чорний пішак · e3 білий кінь · f3 білий пішак | b7 білий ферзь · f7 біла тура · b6 білий пішак · e6 біла тура · g6 білий пішак · b5 білий слон · f5 білий пішак · g5 чорний король · b4 білий король · g4 білий пішак · b3 чорний пішак · e3 білий кінь · f3 білий пішак | b7 білий ферзь · f7 біла тура · b6 білий пішак · e6 біла тура · g6 білий пішак · b5 білий слон · f5 білий пішак · g5 чорний король · b4 білий король · g4 білий пішак · b3 чорний пішак · e3 білий кінь · f3 білий пішак | b7 білий ферзь · f7 біла тура · b6 білий пішак · e6 біла тура · g6 білий пішак · b5 білий слон · f5 білий пішак · g5 чорний король · b4 білий король · g4 білий пішак · b3 чорний пішак · e3 білий кінь · f3 білий пішак | b7 білий ферзь · f7 біла тура · b6 білий пішак · e6 біла тура · g6 білий пішак · b5 білий слон · f5 білий пішак · g5 чорний король · b4 білий король · g4 білий пішак · b3 чорний пішак · e3 білий кінь · f3 білий пішак | b7 білий ферзь · f7 біла тура · b6 білий пішак · e6 біла тура · g6 білий пішак · b5 білий слон · f5 білий пішак · g5 чорний король · b4 білий король · g4 білий пішак · b3 чорний пішак · e3 білий кінь · f3 білий пішак | b7 білий ферзь · f7 біла тура · b6 білий пішак · e6 біла тура · g6 білий пішак · b5 білий слон · f5 білий пішак · g5 чорний король · b4 білий король · g4 білий пішак · b3 чорний пішак · e3 білий кінь · f3 білий пішак | 5 |
| 4 | b7 білий ферзь · f7 біла тура · b6 білий пішак · e6 біла тура · g6 білий пішак · b5 білий слон · f5 білий пішак · g5 чорний король · b4 білий король · g4 білий пішак · b3 чорний пішак · e3 білий кінь · f3 білий пішак | b7 білий ферзь · f7 біла тура · b6 білий пішак · e6 біла тура · g6 білий пішак · b5 білий слон · f5 білий пішак · g5 чорний король · b4 білий король · g4 білий пішак · b3 чорний пішак · e3 білий кінь · f3 білий пішак | b7 білий ферзь · f7 біла тура · b6 білий пішак · e6 біла тура · g6 білий пішак · b5 білий слон · f5 білий пішак · g5 чорний король · b4 білий король · g4 білий пішак · b3 чорний пішак · e3 білий кінь · f3 білий пішак | b7 білий ферзь · f7 біла тура · b6 білий пішак · e6 біла тура · g6 білий пішак · b5 білий слон · f5 білий пішак · g5 чорний король · b4 білий король · g4 білий пішак · b3 чорний пішак · e3 білий кінь · f3 білий пішак | b7 білий ферзь · f7 біла тура · b6 білий пішак · e6 біла тура · g6 білий пішак · b5 білий слон · f5 білий пішак · g5 чорний король · b4 білий король · g4 білий пішак · b3 чорний пішак · e3 білий кінь · f3 білий пішак | b7 білий ферзь · f7 біла тура · b6 білий пішак · e6 біла тура · g6 білий пішак · b5 білий слон · f5 білий пішак · g5 чорний король · b4 білий король · g4 білий пішак · b3 чорний пішак · e3 білий кінь · f3 білий пішак | b7 білий ферзь · f7 біла тура · b6 білий пішак · e6 біла тура · g6 білий пішак · b5 білий слон · f5 білий пішак · g5 чорний король · b4 білий король · g4 білий пішак · b3 чорний пішак · e3 білий кінь · f3 білий пішак | b7 білий ферзь · f7 біла тура · b6 білий пішак · e6 біла тура · g6 білий пішак · b5 білий слон · f5 білий пішак · g5 чорний король · b4 білий король · g4 білий пішак · b3 чорний пішак · e3 білий кінь · f3 білий пішак | 4 |
| 3 | b7 білий ферзь · f7 біла тура · b6 білий пішак · e6 біла тура · g6 білий пішак · b5 білий слон · f5 білий пішак · g5 чорний король · b4 білий король · g4 білий пішак · b3 чорний пішак · e3 білий кінь · f3 білий пішак | b7 білий ферзь · f7 біла тура · b6 білий пішак · e6 біла тура · g6 білий пішак · b5 білий слон · f5 білий пішак · g5 чорний король · b4 білий король · g4 білий пішак · b3 чорний пішак · e3 білий кінь · f3 білий пішак | b7 білий ферзь · f7 біла тура · b6 білий пішак · e6 біла тура · g6 білий пішак · b5 білий слон · f5 білий пішак · g5 чорний король · b4 білий король · g4 білий пішак · b3 чорний пішак · e3 білий кінь · f3 білий пішак | b7 білий ферзь · f7 біла тура · b6 білий пішак · e6 біла тура · g6 білий пішак · b5 білий слон · f5 білий пішак · g5 чорний король · b4 білий король · g4 білий пішак · b3 чорний пішак · e3 білий кінь · f3 білий пішак | b7 білий ферзь · f7 біла тура · b6 білий пішак · e6 біла тура · g6 білий пішак · b5 білий слон · f5 білий пішак · g5 чорний король · b4 білий король · g4 білий пішак · b3 чорний пішак · e3 білий кінь · f3 білий пішак | b7 білий ферзь · f7 біла тура · b6 білий пішак · e6 біла тура · g6 білий пішак · b5 білий слон · f5 білий пішак · g5 чорний король · b4 білий король · g4 білий пішак · b3 чорний пішак · e3 білий кінь · f3 білий пішак | b7 білий ферзь · f7 біла тура · b6 білий пішак · e6 біла тура · g6 білий пішак · b5 білий слон · f5 білий пішак · g5 чорний король · b4 білий король · g4 білий пішак · b3 чорний пішак · e3 білий кінь · f3 білий пішак | b7 білий ферзь · f7 біла тура · b6 білий пішак · e6 біла тура · g6 білий пішак · b5 білий слон · f5 білий пішак · g5 чорний король · b4 білий король · g4 білий пішак · b3 чорний пішак · e3 білий кінь · f3 білий пішак | 3 |
| 2 | b7 білий ферзь · f7 біла тура · b6 білий пішак · e6 біла тура · g6 білий пішак · b5 білий слон · f5 білий пішак · g5 чорний король · b4 білий король · g4 білий пішак · b3 чорний пішак · e3 білий кінь · f3 білий пішак | b7 білий ферзь · f7 біла тура · b6 білий пішак · e6 біла тура · g6 білий пішак · b5 білий слон · f5 білий пішак · g5 чорний король · b4 білий король · g4 білий пішак · b3 чорний пішак · e3 білий кінь · f3 білий пішак | b7 білий ферзь · f7 біла тура · b6 білий пішак · e6 біла тура · g6 білий пішак · b5 білий слон · f5 білий пішак · g5 чорний король · b4 білий король · g4 білий пішак · b3 чорний пішак · e3 білий кінь · f3 білий пішак | b7 білий ферзь · f7 біла тура · b6 білий пішак · e6 біла тура · g6 білий пішак · b5 білий слон · f5 білий пішак · g5 чорний король · b4 білий король · g4 білий пішак · b3 чорний пішак · e3 білий кінь · f3 білий пішак | b7 білий ферзь · f7 біла тура · b6 білий пішак · e6 біла тура · g6 білий пішак · b5 білий слон · f5 білий пішак · g5 чорний король · b4 білий король · g4 білий пішак · b3 чорний пішак · e3 білий кінь · f3 білий пішак | b7 білий ферзь · f7 біла тура · b6 білий пішак · e6 біла тура · g6 білий пішак · b5 білий слон · f5 білий пішак · g5 чорний король · b4 білий король · g4 білий пішак · b3 чорний пішак · e3 білий кінь · f3 білий пішак | b7 білий ферзь · f7 біла тура · b6 білий пішак · e6 біла тура · g6 білий пішак · b5 білий слон · f5 білий пішак · g5 чорний король · b4 білий король · g4 білий пішак · b3 чорний пішак · e3 білий кінь · f3 білий пішак | b7 білий ферзь · f7 біла тура · b6 білий пішак · e6 біла тура · g6 білий пішак · b5 білий слон · f5 білий пішак · g5 чорний король · b4 білий король · g4 білий пішак · b3 чорний пішак · e3 білий кінь · f3 білий пішак | 2 |
| 1 | b7 білий ферзь · f7 біла тура · b6 білий пішак · e6 біла тура · g6 білий пішак · b5 білий слон · f5 білий пішак · g5 чорний король · b4 білий король · g4 білий пішак · b3 чорний пішак · e3 білий кінь · f3 білий пішак | b7 білий ферзь · f7 біла тура · b6 білий пішак · e6 біла тура · g6 білий пішак · b5 білий слон · f5 білий пішак · g5 чорний король · b4 білий король · g4 білий пішак · b3 чорний пішак · e3 білий кінь · f3 білий пішак | b7 білий ферзь · f7 біла тура · b6 білий пішак · e6 біла тура · g6 білий пішак · b5 білий слон · f5 білий пішак · g5 чорний король · b4 білий король · g4 білий пішак · b3 чорний пішак · e3 білий кінь · f3 білий пішак | b7 білий ферзь · f7 біла тура · b6 білий пішак · e6 біла тура · g6 білий пішак · b5 білий слон · f5 білий пішак · g5 чорний король · b4 білий король · g4 білий пішак · b3 чорний пішак · e3 білий кінь · f3 білий пішак | b7 білий ферзь · f7 біла тура · b6 білий пішак · e6 біла тура · g6 білий пішак · b5 білий слон · f5 білий пішак · g5 чорний король · b4 білий король · g4 білий пішак · b3 чорний пішак · e3 білий кінь · f3 білий пішак | b7 білий ферзь · f7 біла тура · b6 білий пішак · e6 біла тура · g6 білий пішак · b5 білий слон · f5 білий пішак · g5 чорний король · b4 білий король · g4 білий пішак · b3 чорний пішак · e3 білий кінь · f3 білий пішак | b7 білий ферзь · f7 біла тура · b6 білий пішак · e6 біла тура · g6 білий пішак · b5 білий слон · f5 білий пішак · g5 чорний король · b4 білий король · g4 білий пішак · b3 чорний пішак · e3 білий кінь · f3 білий пішак | b7 білий ферзь · f7 біла тура · b6 білий пішак · e6 біла тура · g6 білий пішак · b5 білий слон · f5 білий пішак · g5 чорний король · b4 білий король · g4 білий пішак · b3 чорний пішак · e3 білий кінь · f3 білий пішак | 1 |
|   | a | b | c | d | e | f | g | h |   |

1. De7+ Kh6 2. Df8+ Kg5 3. Dd8+ Kh6  (3. ... Kf4  4. Dd4+)
4. Dh8+ Kg5 5. Db2 Kh6  6. Th7+ Kg5  7. f6   Kf4  8. Te5 Kg3
9. Ld3  Kf4  10 Lb1 Kg3 11. Kc3  Kf4 12. Kd2 Kg3 13. Kc1 Kf4
14. Th1 Kg3 15. Dh2+ K:f3 16. Tf5+ K:e3 17. Te1+ Kd4
 18. Kf4+ Kc3 19. Td1 b2#
В початковій позиції на шахівниці розміщення фігур зображує число «19», що відповідає кількості ходів завдання задачі.